# Masullas
Masullas (in sardo Masùddas) è un comune italiano di 975 abitanti della provincia di Oristano in Sardegna, nell'antica regione della Marmilla. Appartiene ai Borghi Autentici d'Italia.

## Geografia fisica

### Territorio
Il territorio comunale si estende per 18,88 km², è di forma trapezoidale ed è limitato a nord dai comuni di Morgongiori, Siris e Pompu, a est da quelli di Simala, Gonnoscodina e Gonnostramatza, a sud da Mogoro e a ovest da Uras. Il paesaggio è quello tipico della Marmilla, verde e collinare e perlopiù incolto. Al suo interno scorre il rio Mannu, fiume a carattere torrentizio che va a sfociare nel lago artificiale di Mogoro, realizzato nel periodo fascista per attuare la bonifica di Arborea.
Nella parte est sorgono le colline “Cuccuru e Masuddasa” e “Cuccuru e casu”, sempre ad est scorre il “Rio Mannu” che poi sfocia nella diga di Mogoro. Nella parte ovest sorge la collina di “Cuccuru pestuariu” e "Corona Fraus", separati da "Tramesu e Bruncus".

### Aree naturali

#### Sa Perda Sperrada
Sa Perda Sperrada è un monumento naturale.

La leggenda popolare “Su procu de Luxia Arrabiosa” vuole che una donna, impegnata nella faticosa ricerca dei figli scomparsi nell’altopiano di Prabanta (tra Morgongiori e Pompu), in preda all'ira avrebbe sferrato un calcio a un maiale (Su procu), dividendolo in due parti e pietrificandolo.

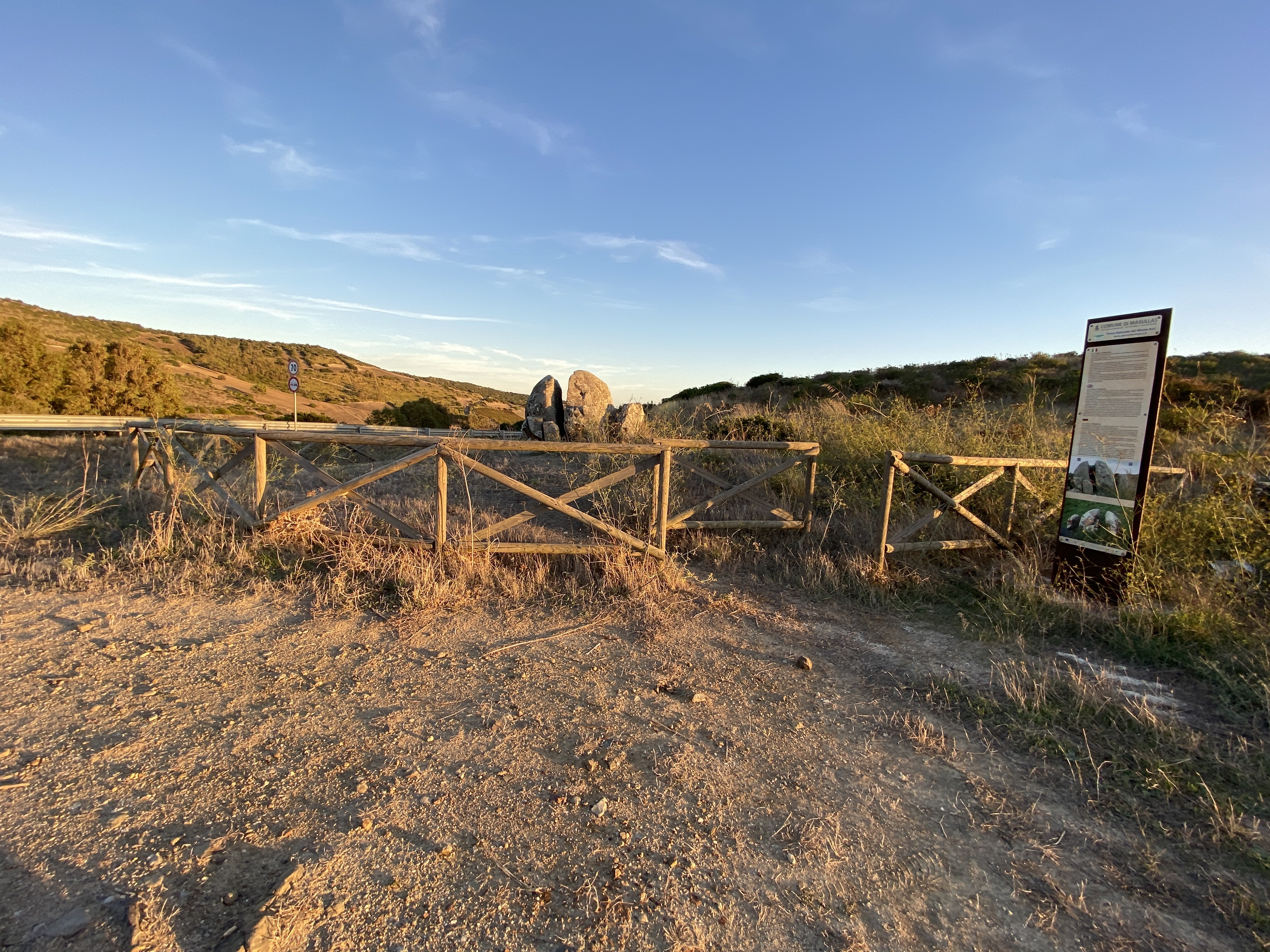
Sa perda Sperrada

#### Sa Perda e Sposa
Si tratta anch’esso di un monumento naturale.
La leggenda popolare vuole che una coppia di sposi che, in una calda giornata di luglio, si dirigevano per le campagne, a Masullas, dopo essersi sposati a Siddi, paese di origine della sposa; quindi si fermarono per ristorarsi tra i due comuni, ed entrambi udirono il suono delle campane che proveniva dalla chiesa di Masullas, della processione della Vergine Gloriosa. La sposa schernì il suono delle campane, paragonandolo a quello “dei campanacci delle greggi del padre” suscitando una sonora risata, ma in quello stesso momento, i due sposi, il suonatore di launeddas che li accompagnava e gli stessi cavalli che cavalcavano, furono tramutati in pietra.

#### Su Corongiu de Fanari
Su Corongiu de Fanari è un monumento naturale, per la precisione un megapillow andesitico, per le sue dimensioni ed il suo stato di conservazione è considerato praticamente unico al mondo.

#### Su Colombariu
La falesia de Su Colombariu è un'architettura naturale formata sul Monte Arci, occupando la parte meridionale del complesso. Vi sono particolari specie vegetali adattate all'ambiente (fico d’india, borracina azzurra, endemica ginestra sardo-corsa, ecc.).

#### Giacimento di ossidiana di Conca' e Cannas
Situato nelle basse pendici del monte Arci, presso la località Campuanni, il giacimento Conca' e Cannas è considerato il più grande e importante giacimento di ossidiana del Mediterraneo. Il luogo è stato inserito nella zona 1 del Parco geominerario storico ambientale della Sardegna, compreso nella rete dei Geoparchi dell'UNESCO, nonché nel parco naturale del Monte Arci. Nel 2016 è stato inaugurato il Parco dell'ossidiana di Conca e 'Cannas.

## Origini del nome
Secondo degli studi l'origine del nome "Masullas" può essere attribuita a tre parole differenti: dato che un tempo si trovava in una posizione importante (al centro della rotta dei traffici che si muovevano dal Campidano verso l’entroterra), quindi in un quanto "tappa" i viandanti creavano così dei masones ("rifugi"); potrebbe derivare dal latino masiullas ("piccole abitazioni"); oppure mansio ("piccolo centro agricolo").

## Storia
La fondazione di Masullas risale presumibilmente al periodo romano, come danno prova le necropoli di Mitza Salida e di sa Roia de sa lua. In periodo romano si utilizzava il basalto per la realizzazione di macine, ancora oggi possiamo ritrovare queste macine.
Durante il Medioevo Masullas si pensa che masullas fosse divisa in due villaggi, ognuno con una chiesa: Chiesa di Santa Lucia e Chiesa di San Leonardo.
Durante il periodo giudicale Masullas faceva parte del Giudicato di Arborea, nella curatoria di Montangia o Parte Montis. Alla caduta del giudicato (1420) entrò a far parte del Marchesato di Oristano, e alla definitiva sconfitta degli arborensi (1478) passò sotto il dominio aragonese e fu incorporato nell'Incontrada di Parte Montis, occupato dalle truppe del feudatario di Quirra Berengario Bertran Carroz, che sposando Eleonora Manriquez ne ottenne ufficialmente dal re il controllo fino all'estinzione dei Bertran Carroz nel 1511.
Per un periodo (in cui si ebbe la fusione tra le diocesi di Ales e Terralba) fu anche sede vescovile.
Nel 1603 fu incorporato nel marchesato di Quirra, feudo prima dei Centelles fino al 1670, poi dei Català e infine (dal 1766) degli Osorio de la Cueva; il villaggio in questo periodo dovette subire l'aumento della pressione fiscale, anche se la distanza dal feudatario consentiva una diffusa evasione che permise all'economia del villaggio una maggiore prosperità.
Nel 1771 sorse il primo nucleo municipale.

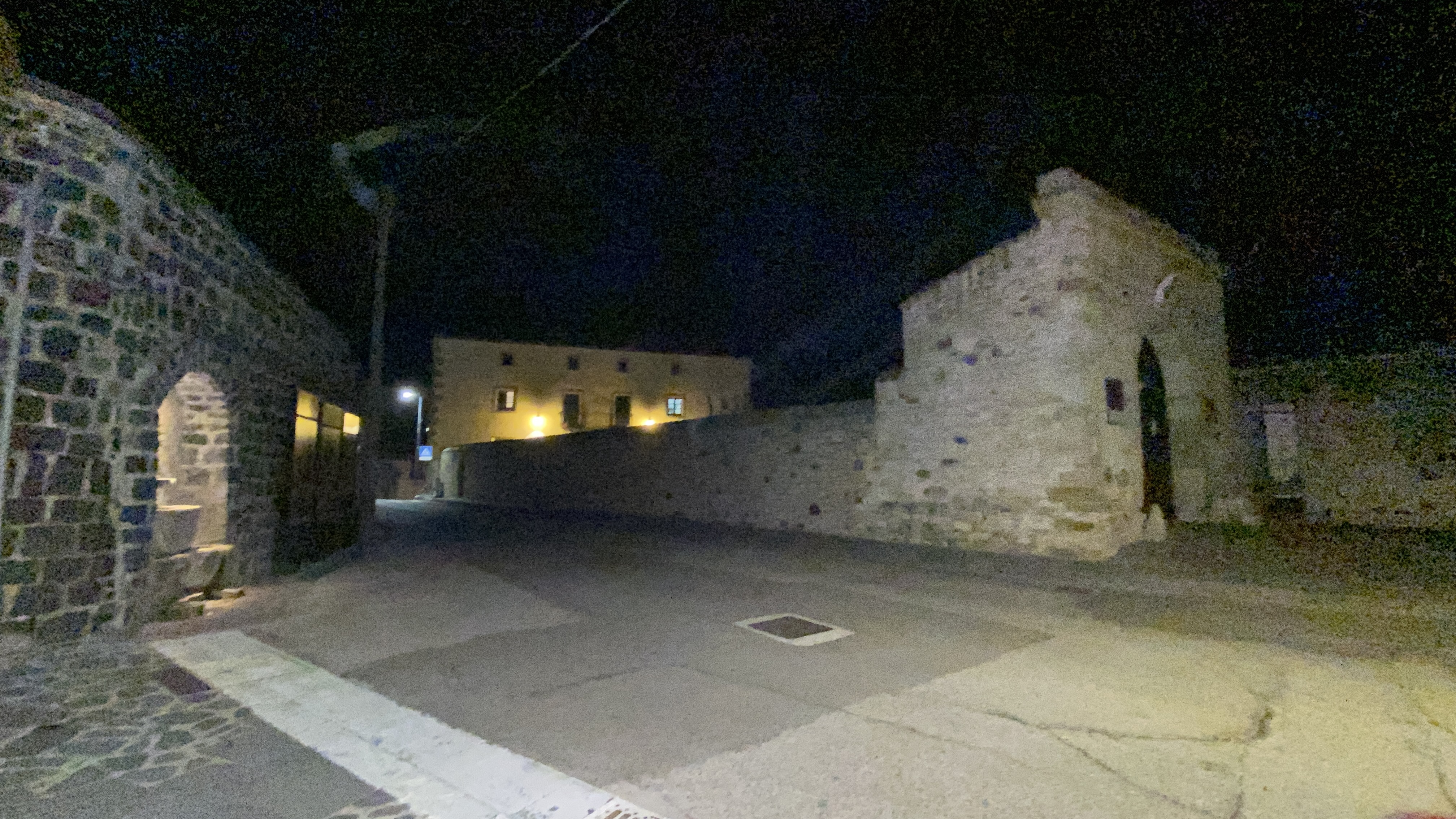
Municipio Masullas di notte

Il paese fu riscattato agli ultimi feudatari nel 1839, con la soppressione del sistema feudale.
Nel 1821 Masullas fu annesso alla provincia di Oristano (poi reistituita nel 1974), da cui poi si distaccò nel 1848 quando vennero abolite le province, entrando a far parte della divisione amministrativa di Cagliari. Nel 1927 il comune di Masullas viene accorpato per regio decreto ai comuni di Siris e Pompu, recuperando la propria autonomia amministrativa nel 1961.
Dal finire del XX secolo in poi Masullas è stata caratterizzata da grossi interventi di miglioramento. Tra la fine degli anni 2010 ed all’inizio degli anni 2020 il comune è entrato a far parte dei Borghi autentici d’Italia.

### Simboli
Lo stemma e il gonfalone sono stati concessi con decreto del presidente della Repubblica del 26 luglio 1984.
Lo stemma è inquartato: il primo, d'oro, una corniola di rosso, tagliata a guisa di brillante, con la punta all'ingiù; il secondo, d'azzurro, alla chiesa di San Leonardo; il terzo, d'argento, a due rami di ulivo decussati, accompagnati, in capo, da un grappolo d'uva nera; nel quarto, d'oro, sei pecore al naturale pascolanti sulla pianura di verde, su cui sono disposti, a guisa di siepe, sedici alberi.

Stemma Masullas

Il gonfalone è un drappo di azzurro.

#### Simboli attrazioni turistiche
A Masullas diverse attrazioni turistiche hanno un proprio stemma per distinguerle: costituito da uno sfondo rosso con sopra disegnato un simbolo che rappresenta l’attrazione accompagnato dalla lettera “M” (entrambi in bianco). 
|  |  |

## Monumenti e luoghi d'interesse

### Architetture religiose
Nel periodo bizantino a Masullas erano presenti altre chiese: chiesa sottostante all'attuale chiesa di San Leonardo, chiesa di Santo Stefano, chiesa di San Michele e chiesa di San Cromazio.
Nel XII secolo venne innalzata la chiesa di San Michele in Thamis. Successivamente avvenne la costruzione della chiesa di Santa Maria di Fraus, della chiesa di San Leonardo (metà XIII secolo) e della chiesa di Santa Lucia (XIV secolo).
Ci sono fonti che attestano la presenta di una chiesa intitolata a san Vito.
All'inizio del XVI secolo iniziò la costruzione della chiesa della Beata Vergine delle Grazie. Mentre la chiesa ed il convento di San Francesco vennero costruiti nel XVII secolo.

#### Chiesa parrocchiale della Beata Vergine delle Grazie
Si tratta della chiesa più importante del paese. Situata al centro di quest'ultimo. Una struttura a navata unica, sui entrambi i lati sono presenti tre cappelle.
Il campanile, completato nel 1814, è il secondo più alto in tutta la Sardegna (dopo quello di Mores) e sostituisce la precedente torre campanaria medievale.

#### Chiesa di Santa Lucia
Edificata nel XIV secolo, fu il punto di riferimento di uno dei nuclei abitati che formarono il paese. Costituita da una sola navata priva di abside, è rafforzata sul fianco nord da contrafforti edificati negli anni 80 del XX secolo. Al suo interno conserva un simulacro seicentesco dell'omonima santa.

#### Chiesa di San Leonardo
La chiesa venne probabilmente edificata nella metà del XIII secolo su un preesistente edificio bizantino binavato e rappresentava anch'essa il fulcro di un antico nucleo abitato. L'edificio è caratterizzato da una singola navata, coperta da capriate lignee, e da un'abside semicircolare. La facciata, sormontata da un campanile a vela, è un'interpretazione dello stile romanico pisano. Secondo la tradizione paesana all'interno della chiesa sarebbero sepolti i martiri Callisto papa e Calica.

#### Chiesa di San Francesco ed ex convento dei Frati Minori Cappuccini

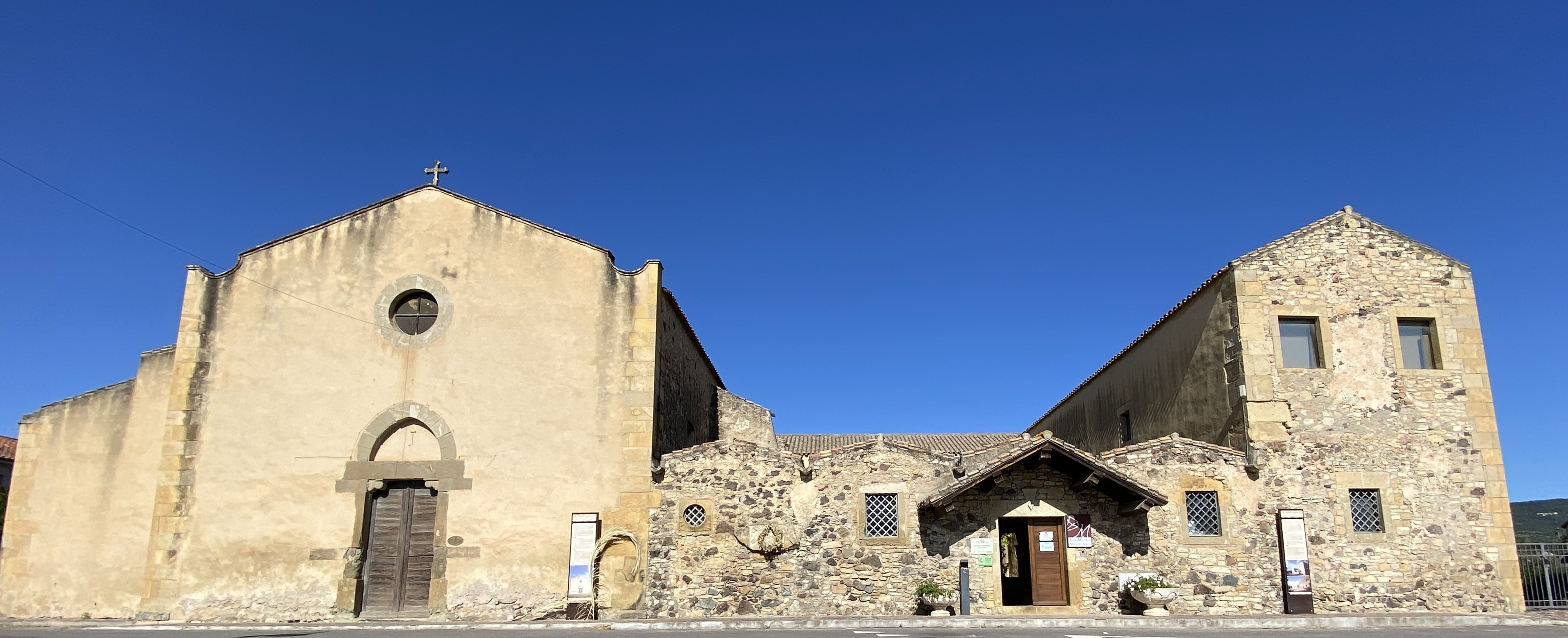
Il convento visto frontalmente.

Il convento di san Francesco fu costruito a partire dal 1648 per iniziativa del cavaliere Francesco Simoni e affidato all'ordine dei cappuccini. Con la legge di soppressione degli enti ecclesiastici del 1866 l'edificio venne confiscato dallo Stato e definitivamente abbandonato nel 1885. Nel secondo dopoguerra il convento, ceduto al comune durante il ventennio fascista, era ormai interamente in rovina. Nel 1994, in seguito ai lavori di ristrutturazione, la chiesa annessa al convento fu riaperta al culto. Nel 2004 l'intera struttura fu riaperta al pubblico e, a partire dal 2010, alcuni locali del convento ospitano il Geomuseo Monte Arci "Stefano Incani", un'esposizione di minerali provenienti dal territorio masullese e limitrofo.
All'interno della chiesa conventuale è presente una collezione di sculture lignee databili dal XV secolo al XIX secolo.

#### L'abbazia di San Michele in Thamis
L'abbazia di San Michele in Thamis, è stata un'abbazia vallambrosiana che si trovava in un altro villaggio, distrutto nel XV secolo, oggi si trova tra il comune di Masullas e di Uras ì, dell'abbazia restano le enigmatiche e solitarie strutture. È una delle tre abbazie sarde (assieme a quelle di San Michele in Plaiano e San Michele in Salvenero) dell’ordine dei monaci vallombrosani che conobbero un lungo periodo di espansione mantenutosi fino al XVI secolo.
Nella località di Thamis si trovano anche i resti di un antico nuraghe, il Nuraghe Tanca Tamis.

### Siti archeologici

#### Nuraghi

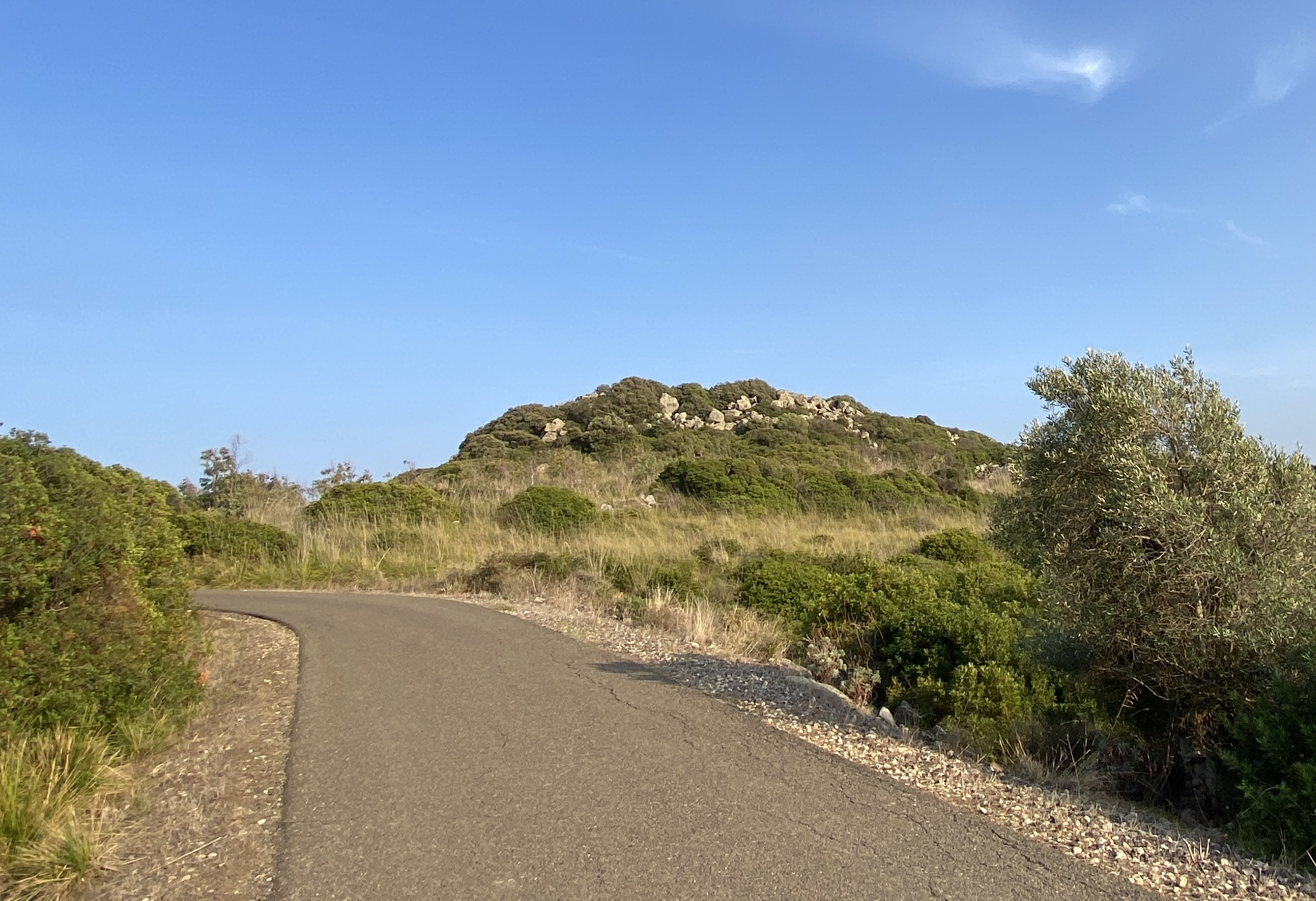
Nuraghe Murranca

Nel territorio di Masullas sono presenti 12 siti/resti di nuraghi e altri segni di civiltà preistoriche e storiche:
- nuraghe Sa Forada Manna (Bia Mogoru)
- nuraghe Corongiu Arrubiu
- nuraghe de Preidis
- nuraghe Monti Miana 1 e Monti Miana 2
- Nuraghe Murranca (o Tramesu e Bruncu o Bissanticcu)
- nuraghe Mustazzori (o Enna Pruna)
- nuraghe perda e Masuddasa
- nuraghe Onigu (o Nuraccioni)
- nuraghe Sa Matta croccada
- nuraghe Santu Stevi
- nuraghe su Para
- Nuraghe Tanca Tamis

#### Area archeologica Necropoli di Mitza Salida
La necropoli di Mitza si trova in zona collinare a circa 2 km ad est dal centro urbano.
La necropoli, per via della sua posizione in zona collinare, presenta le sepolture su più livelli.
Il sito risale al periodo romano imperiale, sembra sia stato utilizzato tra il I e il III secolo d.C.
Sono state eseguite due differenti campagne di scavo, una nel periodo compreso tra gennaio e giugno 1994, l'altra tra i mesi di ottobre del 1996 e maggio 1997.
Durante le due campagne di scavo sopra citate, sono state rinvenute 51 sepolture, di cui 45 terragne e 6 "a cassone", ricoperte da grandi lastre irregolari di arenaria che ne rivestivano l’interno e il fondo. Le inumazioni erano monosome, in cui gli individui venivano deposti in posizione supina.
Erano molto frequenti, inoltre, le tombe con riutilizzo, in cui le ossa della prima giacitura sono state rinvenute ad un livello più alto rispetto all’inumato principale. Le sepolture erano accostate le une alle altre, con un esiguo spazio per il passaggio; inoltre, piccole lastre irregolari poste di taglio all’estremità di alcune inumazioni.

#### Area archeologica paleocristiana nella chiesa della Beata Vergine delle Grazie
Durante i lavori di rifacimento dell'ex cimitero retrostante la chiesa della Beata Vergine delle Grazie, nel 2013, sono stati effettuati due importanti rinvenimenti. Il primo in ordine di tempo è stato una tomba a camera, al cui interno i resti ossei di un individuo maschile di età compresa tra i 30 e i 40 anni risalenti al 1089 d.C. Il secondo è un fonte battesimale di epoca paleocristiana (VI/VII secolo) a pianta cruciforme e ricoperta di uno strato di intonaco.

### Giardino botanico del Monte Arci
Nell'estate del 2020 viene inaugurato a fianco al Convento dei Cappuccini di Masullas, il giardino botanico del Monte Arci. A seguito degli incendi boschivi che hanno colpito anche il Monte Arci nel 2021, nel giardino botanico sono state inserite delle installazioni simboliche.

### Il Monte Arci
Arrivando da Mogoro attraverso via Nazionale nello sfondo di Masullas si può notare il Monte Arci, soprattutto si riesce a notare una sporgenza, con forma in lontananza quasi regolare, chiamata Conca Mraxi.

## Società

### Evoluzione demografica

#### Pre-Regno d’Italia[33][34]
| Anno | Numero fuochi | Numero abitanti |
| ---- | ------------- | --------------- |
| 1589 | 152           | -               |
| 1655 | 190           | -               |
| 1678 | 220           | -               |
| 1698 | 176           | 728             |
| 1728 | 258           | 907             |
| 1751 | 231           | 859             |
| 1770 | 208           | 936             |
| 1790 | 224           | 994             |
| 1798 | 244           | 1191            |
| 1804 | 233           | 1006            |
| 1834 | -             | 887             |

#### Post-Regno d’Italia
Abitanti censiti

### Lingue e dialetti
La variante del sardo parlata a Masullas è il campidanese occidentale.

### Tradizioni e folclore
A Masullas è presente il gruppo folk del paese "GRUPPO FOLK - PRO LOCO - MASULLAS".

#### Feste
La festa patronale di Masullas, dedicata alla Beata Vergine delle Grazie, si svolge tra il 29 giugno e il 3 luglio. I festeggiamenti hanno inizio con la cerimonia de "Sa cabada de sa Santa", ovvero la discesa del simulacro dal polittico in cui viene conservato. La festa prosegue, nei giorni successivi, con processioni e festeggiamenti di piazza.
Verso la metà del mese di dicembre si svolge la festa di Santa Lucia, caratterizzata dal canto de "S'arrosarieddu", il rosario in lingua sarda, e la successiva accensione del falò, detto "Su fogadoni".

#### Sagre
- Sagra della pecora (30 giugno);
- Sagra del maiale (27 luglio).
- Sagra del melograno (2 novembre)[37];

## Cultura

### Musei
- Geomuseo Monte Arci "Stefano Incani", inaugurato nel 2010 presso l'ex convento dei Frati minori Cappuccini, racconta attraverso una collezione di minerali e fossili locali l'evoluzione geologica del vulcano Arci[38].
- Museo I Cavalieri delle Colline, aperto nel 2013, racconta la storia dell’aristocrazia di Masullas e del Parte Montis. Il percorso parte con un inquadramento dei principali eventi della storia sarda, dal periodo giudicale sino all’età sabauda. Contiene armi e documenti appartenenti ai nobili locali e ricostruzioni dei costumi dell’epoca.[39][40][41]
- Museo di Storia Naturale Aquilegia, presente dal 2019 presso l'ex municipio del paese[42], è un museo di storia naturale. Precedentemente presente a Cagliari, poi trasferitosi a Masullas[43][44][45].

### Letteratura
A Masullas è legato un famoso testo di poesia popolare campidanese, Sa scomuniga de predi Antiogu arrettori de Masuddas, databile intorno a metà dell'Ottocento.

### Biblioteche
La biblioteca comunale di Masullas è allestita presso il Centro Culturale "Predi Antiogu", realizzato nella ex Casa Cappedda.

### Teatro
Dal 2012 nel centro abitato all'interno dell'edificio delle scuole medie è stato inaugurato il teatro comunale.

### Scuole
A Masullas sono presenti diverse strutture per l'educazione scolastica: un asilo, una scuola primaria e una scuola secondaria di primo grado.

## Economia
Nel paese mantiene un ruolo rilevante l’agricoltura, si coltivano cereali, frumento, ortaggi, foraggi, vite, frutteti e olivo. È diffuso anche l’allevamento di ovini, bovini, suini e equini. Il settore secondario è costituito da piccole aziende che operano nella produzione alimentare e nell'edilizia. Masullas presenta tre musei oltre a diversi luoghi di interesse culturale, che, grazie al turismo, le consentono di ritagliarsi un proprio spazio all'interno del settore terziario. Nel 2020 è stato inaugurato l'albergo diffuso.

## Infrastrutture e trasporti

### Strade
Masullas è collegata con la strada statale 131 Carlo Felice tramite la strada statale 442, la quale permette di raggiungere la stazione di Uras-Mogoro. È collegata a Mogoro tramite la S.P. 99.

## Amministrazione
| Periodo         | Periodo         | Primo cittadino | Partito                                        | Carica  | Note |
| --------------- | --------------- | --------------- | ---------------------------------------------- | ------- | ---- |
| 31 maggio 2015  | 26 ottobre 2020 | Mansueto Siuni  | Lista civica "Primavera masullese"             | Sindaco |      |
| 26 ottobre 2020 | in carica       | Ennio Vacca     | Lista civica "Amasullas il paese che vogliamo" | Sindaco |      |

### Altre informazioni amministrative
Il Comune fa parte dell'Unione dei comuni del Parte Montis.

### Divisioni territoriali

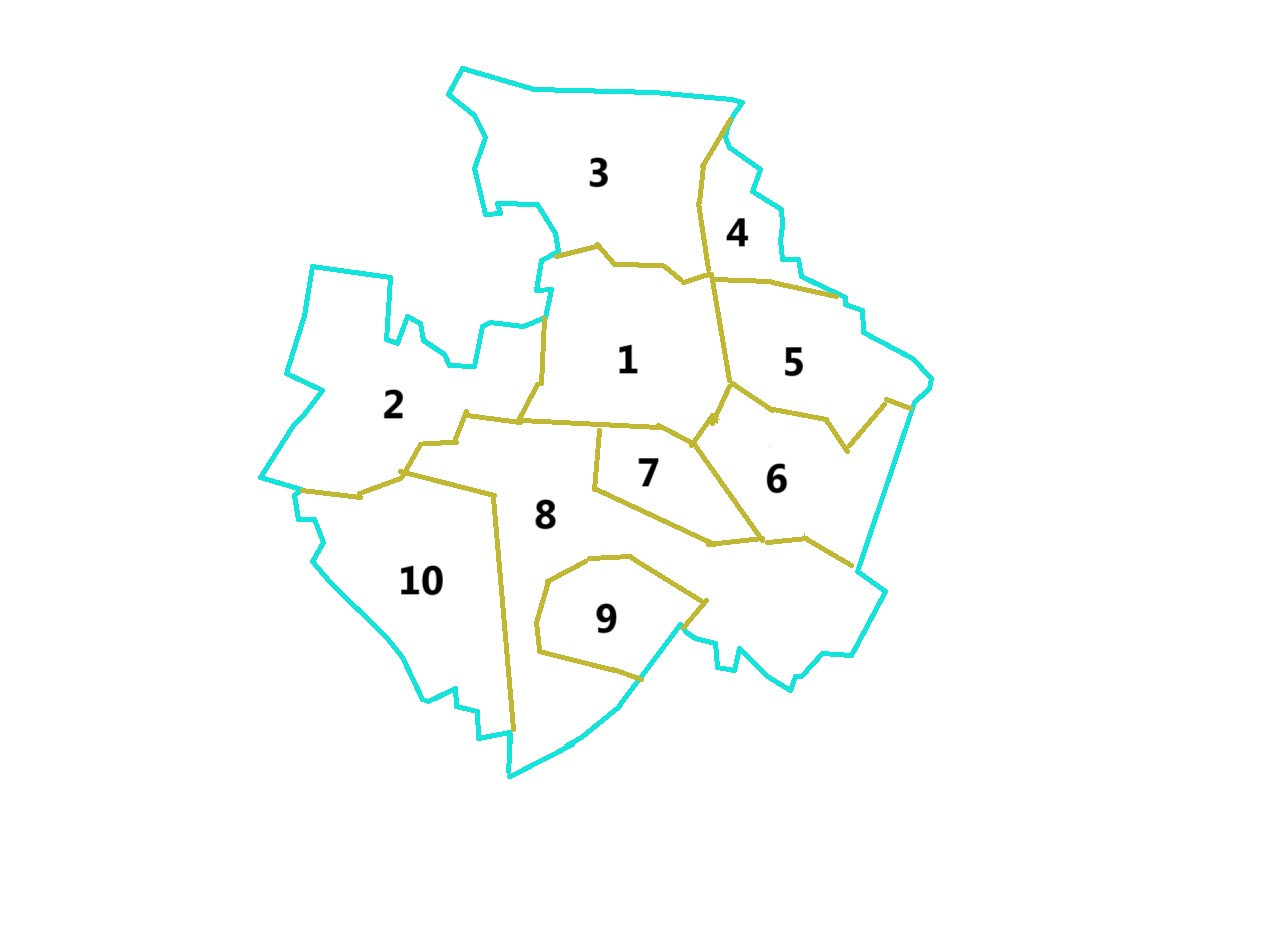
ZONE STORICHE: 1. San Leonardo 2. Bixinau de su Conventu 3. Bixinau de sa Cioffa 4. Bixinau de Is Ortus 5. Bixinau de basciu 6. Bixinau de sa Truma 7. Zona Chiesa della Beata Vergine delle Grazie; ZONE NUOVE: 8. Zona Via Nazionale 9. Zona parco giochi 10. Zona scuole

Il comune si divide in diverse zone:
Bixinau de basciu (zona più a nord-est) che comprende la Chiesa di Santa Lucia, Bixinau de Conventu (zona più ad ovest) che comprende il convento di San Francesco e la sua Chiesa, l'orto botanico, Bixinau de sa Gioffa (zona più a nord) che corrisponde alla zona in cui è presente un piccolo ruscello, Bixinau de sa Truma (nella zona a est), al centro di questi bixinausu troviamo la Chiesa di San Leonardo.

## Sport

### Calcio
A Masullas era presente la società calcistica Masullese che come miglior risultato ha militato in Promozione nella sola stagione 2013-14. A seguito della scomparsa della società, negli anni successivi, il campo sportivo venne adoperato dalla società calcistica Freccia Parte Montis, che comprende anche gli altri comuni della Parte Montis. Dalla stagione 2024-25 Masullas ospiterà nel proprio campo da calcio la società calcistica "Sini-Masullas 2011" militante in Seconda Categoria.

### Pallavolo
A Masullas sin dagli anni '90 è stata presente una squadra di pallavolo, successivamente è fallita.

### Tennis
A Masullas negli anni '80/'90 era molto diffuso il tennis, con l'organizzazione annuale di tornei tra i ragazzi.

### Impianti sportivi
Era presente un campo da basket, oggi l’ex struttura presente è stata restaurata e resa locale del Comune. Inoltre a fianco all’edificio delle scuole medie è presente un campo da tennis. È presente un grande impianto sportivo (in zona Prau) in cui sono presenti il campo da calcio (le cui tribune hanno sui 1400 posti) campo da calcetto (con tribuna per un centinaio di persone) e pista di atletica leggera. È anche presente una palestra comunale attrezzata per basket e pallavolo.